# Gufelstock
Gufelstock är en bergstopp i Schweiz.   Den ligger i kantonen Glarus, i den östra delen av landet, 130 km öster om huvudstaden Bern. Toppen på Gufelstock är 2 436 meter över havet, eller 444 meter över den omgivande terrängen. Bredden vid basen är 5,1 km.
Terrängen runt Gufelstock är huvudsakligen bergig, men den allra närmaste omgivningen är kuperad. Närmaste större samhälle är Glarus, 6,2 km väster om Gufelstock. 
I omgivningarna runt Gufelstock växer i huvudsak blandskog. Runt Gufelstock är det mycket glesbefolkat, med 7 invånare per kvadratkilometer.